# Майлс Сити
Майлс Сити (на английски: Miles City) е град в окръг Къстър, щата Монтана, САЩ. Майлс Сити е с население от 8483 жители (2017) и обща площ от 8,5 km². Намира се на 722 m надморска височина. ЗИП кодът му е 59301, а телефонният му код е 406.